# Huang Xiaomin
Huang Xiaomin (n. 14 aprilie 1970, Qiqihar, Republica Populară Chineză) este o înotătoare chineză, medaliată olimpică. A participat la o ediție a Jocurilor Olimpice (1988) în care a câștigat o medalie de argint.